# Shannonomyia (Shannonomyia) adumbrata
Shannonomyia (Shannonomyia) adumbrata is een tweevleugelige uit de familie steltmuggen (Limoniidae). De soort komt voor in het Neotropisch gebied.